# Frenos perimetrales
Los frenos perimetrales son frenos de disco que no están sujetos al buje de la rueda, sino al exterior (perímetro) de la llanta. Con ello se consigue que los radios soporten menos esfuerzo, lo que permite una construcción más ligera de estos reduciendo así el peso de la rueda y por tanto la masa no suspendida del móvil.